# 小爪水獺屬
小爪水獺屬（學名Aonyx），小型水獺，屬於鼬科水獺亞科。包括非洲小爪水獺(Aonyx capensis)、剛果小爪水獺(Aonyx congica)和亞洲小爪水獺(Aonyx cinerea)三種。